# السندیانه، مصیاف
السندیانه (به عربی: السندیانة) یک روستا در سوریه است که در ناحیه وادی العیون واقع شده‌است. السندیانه ۶۲۱ نفر جمعیت دارد.